# Tim Hodgkinson

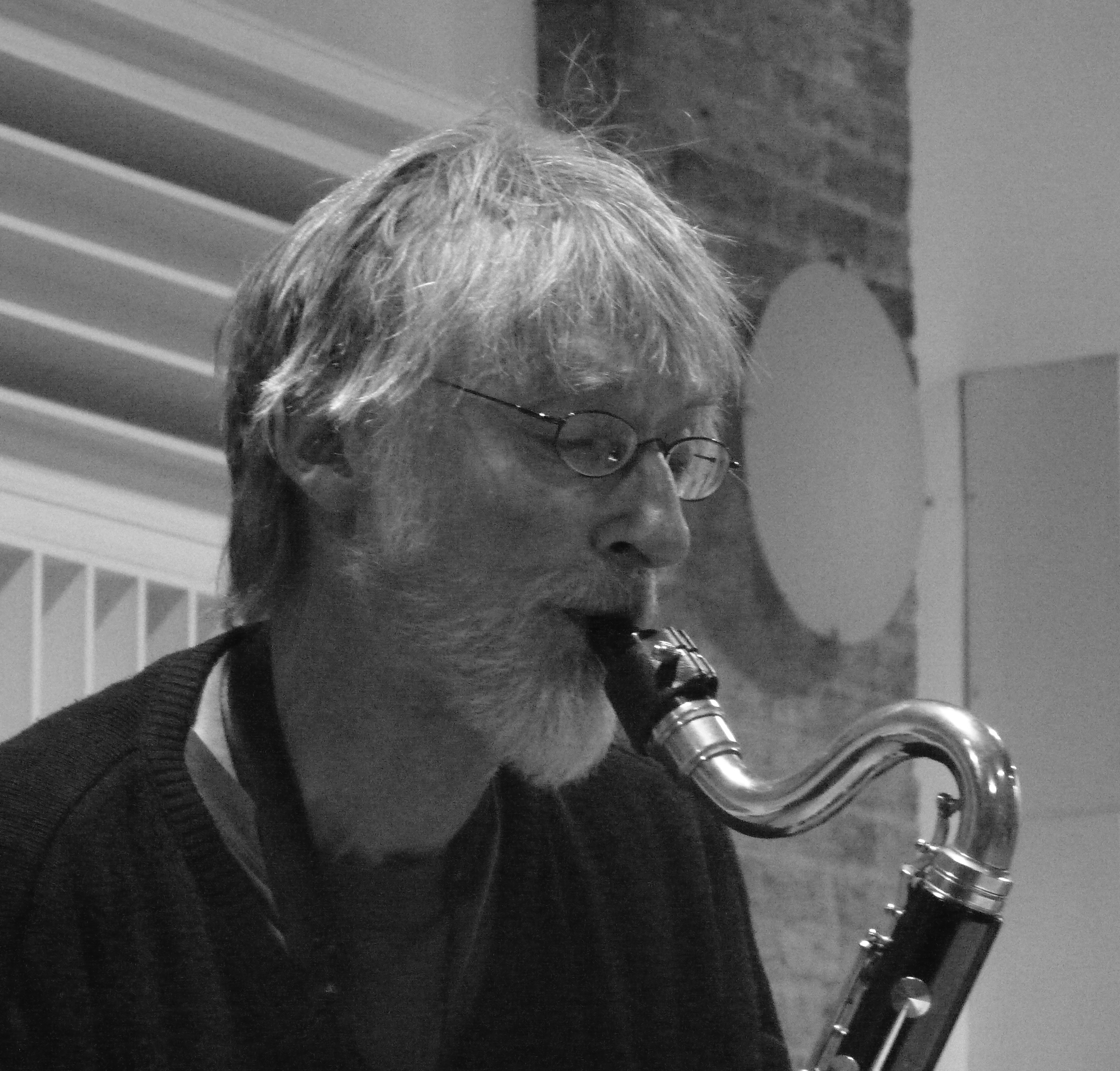
Tim Hodgkinson (2009)

Tim Hodgkinson (Salisbury, 1 mei 1949) is een Brits musicus en componist. De muziek die hij maakt is veelal een vorm van experimentele rock, en valt in elk geval deels binnen de progressieve rock. Hij speelt saxofoon, klarinet, prepared gitaar en keyboards.

## Biografie
Tim Hodgkinson was in 1968 met Fred Frith een van de oprichters van de baanbrekende groep Henry Cow. Tot aan het einde van de groep 10 jaar later is hij er bij betrokken gebleven. Zijn betrokkenheid bij Henry Cow is voor hem de basis geweest van zijn muzikale opvoeding. henry Cow bood de mogelijkheid om samen met andere musici te werken aan het ontwikkelen van nieuwe muziek. Deze periode heeft Hodgkinson afgesloten door er samen met medebandlid Chris Cutler een boek over te schrijven.

Hodgkinson is componist, maar tegelijkertijd is hij zeer geïnteresseerd in improvisatie. Improvisatie is voor hem een van de belangrijke creatieve vormen van de hedendaagse moderne muziek.
In 1971 is Hodgkinson afgestudeerd in Cambridge in antropologie. Dit samengevoegd met zijn voorkeur om in de muziek te experimenteren maakten dat hij zeer geïnteresseerd is muziek van andere culturen.
Over zijn activiteiten in de muziek, over ethnomusicologie, en over improvisatiemuziek schrijft Hodgkinson ook, in een tweetal boeken, en in diverse artikelen in tijdschriften.
Tussen 1983 en 1985 is Hodgkinson manager van een studio in Brixton, Londen, de Cold Storage Recording Studios. In die tijd zijn daar albums opgenomen en door Hodgkinson geproduceerd van onder meer Fred Frith en Peter Blegvad.
Hodgkinson is met Henry Cow betrokken bij Rock In Opposition. Zijn linkse standpunten komen ook naar voren in het project The Last Nigthingale in 1984, dat uitgevoerd wordt met onder meer Robert Wyatt, Catherine Jauniaux, Bill Gilonis, Lindsay Cooper en Chris Cutler als steun voor de stakende mijnwerkers.

### Bands en projecten na 1978
In 1980 werkt hij in de studio samen met Bill Gilonis, dit leidt tot de oprichting van The Work. Tot the Work treden ook bassist Mick Hobbs en drummer Rick Wilson toe. In eerste instantie wordt nog gewerkt met geschreven, gestructureerde muziek, maar in de loop van de tijd gaat het geluid van de band steeds meer naar een geheel van ritme en lawaai, van een onverbloemde botsing tussen elektrische gitaren. The Work treedt in die jaren veel op, onder meer op het Rock In Opposition Festival in Bonn in 1982. Na dat optreden, samen met de zangeres Catherine Jauniaux, wordt besloten een album op te nemen: Slow Crimes. Het verschijnt op hun eigen, net opgerichte label Woof. Na een tour door Japan verschijnt nog een album Live in Japan, maar de band valt uiteen. In 1990 zou de band nog weer bij elkaar komen om een tweetal albums op te nemen.
In de tussenliggende jaren zit Hodgkinson niet stil. Hij blijft muziek maken in steeds wisselende gezelschappen. In 1983 begint het met het project Fluvial, waarin hij de Belgische zangeres Catherine Jauniaux assisteert in het opnemen van een album. Van 1984 tot 1989 is Hodgkinson onderdeel van Officer!. In 1989 treedt hij kort op met de Kalahari Surfers.
In 1988 vormt hij the Momes met Mick Hobbs en Andy Wake. Met de Momes neemt hij in 1990 Spiralling op en gaat hij in 1991 op tournee door Europa.
Vanaf 1990 is Hodgkinson ook betrokken bij de groep God. Hierin speelt hij saxofoon en klarinet, hij speelt samen met Kevin Martin (zang, saxofoon), Justin Broadrick (gitaar), Dave Cochrane (bas), Scott Kiehl (drums, percussie), John Edwards (bas), Gary Jeff (bas) en Lou Ciccotelli (drums). Met God treedt hij een aantal jaren op en neemt hij een tweetal cd’s op.
Hodgkinson werkt regelmatig samen met Ken Hyder, een Schots percussionist en improvisatiemusicus. De samenwerking start al in 1978 en in 1986 trekt het tweetal als The Shams improviserend door Europa. In 1990 gaan Hodgkinson en Hyder tournee door Siberië, onder de titel "Friendly British Invasion in Search of the Soviet Shamans" op reis. Hij treedt er op met lokale musici in onder meer Novosibirsk en Abakan. Dit was de eerste reis, er zouden er nog een aantal volgen. Vanuit zijn antropologische achtergrond zocht Hodgkinson naar de originele muziek uit de regio. Ze maakten contact met de lokale musici, en in 1998 zouden ze samen met de shamaanse musicus Gendos Chamzyryn uit Tuva als trio door de Altaj trekken.
Het succes van deze samenwerking leidt tot de oprichting van de band K-Space met Hodgkinson, Hyder en Chamzyryn. De muziek die ze maken noemen ze sham beat, een samenvoeging van shamaanse culturele elementen en jazz. Chamzyryn speelt een verscheidenheid aan tradiotionele instrumenetn, en kan beoefent ook de traditionele wijze van zingen, de Kargiraa.
Konk Pack is een vrije improvisatieband waarbij Hodgkinson betrokken is. De band is geformeerd in 1997 op het Szuenetjel Festival in Boedapest. Het is een trio met naast Hodgkinson Thomas Lehn (op synthesizer) en Roger Turner (op percussie). De muziek die ze maken zit in tussen de psychedelica en de vrije jazz. Er zijn van het trio drie cd’s verschenen. In 2005 toerde Konk Pack door Engeland met Lol Coxhill in plaats van Thomas Lehn.
Tim Hodgkinson werkt verder samen met verschillende klassieke musici. In 1994 is zijn tweede strijkerskwartet opgenomen door musici van het Russische Symfonie Orkest, onder leiding van Evgeni Dudin. Vermeldenswaard is verder de samenwerking met de Roemeense componisten Iancu Dumitrescu en Ana-Maria Avram. Samen met hen heeft Hodgkinson een aantal cd’s opgenomen.
Naast al zijn activiteiten in bands treedt Hodgkinson ook op als improviserend musicus in allerlei combinaties, solo en met andere musici, zoals Lol Coxhill, Fred Frith, Chris Cutler, Tom Cora, Lindsay Cooper, John Zorn, Evan Parker, Catherine Jauniaux en Charles Hayward.

### Solo werk
Tim Hodgkinson's eerste soloalbum was Splutter in 1986. Op het album staan solo klarinetimprovisaties. In 1994 verscheen Each in Our Own Thoughts, een verzameling van stukken die hij al eerder, in de tijd van Henry Cow, geschreven had en die zijn ambities in de klassieke muziek tonen (bijvoorbeeld String Quartet 1, een nummer ook uitgevoerd door een strijkerskwartet). Van een heel andere orde was het nummer "Numinous Pools For Mental Orchestra" dat volledig door Hodgkinson uitgevoerd is met alleen de MIDI-instrumenten van een computer.
Het zoeken naar nieuwe technieken voor het maken van muziek zet hij door met zijn volgende soloalbum: Pragma (1998). Pragma is weer een mengeling van improvisatie en compositie, van live instrumenten gecombineerd met sampling en MIDI.
In 2000 maakte Hodgkinson zijn voorlopig laatste soloalbum: Sang. Sang bevat een aantal composities voor kamermuziek. Het merendeel van de stukken wordt alleen door Hodgkinson uitgevoerd, door een stuk meermalen in te spelen met verschillende instrumenten. Hij speelt op de cd altviool, piano, altsaxofoon en percussie, daarnaast gebruikt hij MIDI. Met name The Crackle Of Forests is een bijzondere compositie. Één stuk op de cd bevat stukken van eerder door Hodgkinson gemaakte muziek gecombineerd met de zang van Federica Santoro.

### Muziek
Tim Hodgkinson is een veelzijdig musicus. In eerste instantie was zijn muziek complex en serieus, zoals bij Henry Cow, later werd het de agressieve botsing van gitaren van de post-punk band The Work, de volledig vrije improvisatie van Konk Pack of de moderne klassieke muziek zoals die bijvoorbeeld op zijn soloalbums staat.
De instrumenten die hij speelt zijn met name de rietblaasinstrumenten: saxofoon en klarinet en de keyboards. Maar in The Work, K-Space en Konk Pack speelt Hodgkinson ook steel gitaar en Hawaï gitaar. Voor zijn solo-opnames neemt hij het hele virtuele orkest voor eigen rekening, daar speelt hij behalve de voornoemde instrumenten ook nog altviool, percussie, sampler, sequencer en MIDI.
Hodgkinson is a een autodidact. Ooit is hij begonnen met piano en klarinet lessen, maar die waren aan hem niet besteed. Hij is al snel begonnen muziek te schrijven, eerst met behulp van een keyboard, maar al snel componeerde hij geheel vanuit z’n hoofd. Om wat meer geschoold te raken heeft Hodgkinson in de jaren tachtig zang (zingen van geschreven muziek, zonder verder hulp) gestudeerd Andras Ranki op het Morley College in Londen in 1983, en daarnaast compositieleer en orkestratie. In zijn solowerken is met name later de invloed van componisten als Varese en Schönberg terug te vinden.
Tim Hodgkinson is met name een improvisator. Improvisatie ligt hem het nauwste aan het hart. Maar als componist werkt hij ook voor de klassieke instrumenten. Gebruik makend van de technieken uit de Rock schrijft hij moderne klassieke muziek.

### Bands
De lijst van bands is niet compleet, maar hieronder een aantal van de bands plus de periode waarin Tim er bij betrokken was.
| van  | tot  | band                                       |
| 1968 | 1978 | Henry Cow                                  |
| 1978 | 1979 | Maldoror Palm Court Orchestra              |
| 1980 | 1982 | The Work                                   |
| 1983 | 1983 | Fluvial                                    |
| 1984 | 1986 | The Orchestra of Lights                    |
| 1984 | 1989 | Officer!                                   |
| 1987 | 1988 | TimKen (Hodgkinson/Hyder duo) of The Shams |
| 1988 | 1991 | The Momes                                  |
| 1989 | 1989 | Kalahari Surfers                           |
| 1989 | 1992 | The Work (band)The Work                    |
| 1991 | 1995 | God                                        |
| 1996 | 1997 | Ossatura                                   |
| 1997 |      | Konk Pack                                  |
| 1998 |      | K-Space                                    |

## Discografie
|      |                                                                 |                                                                                  |
| 1973 | Henry Cow                                                       | Leg End                                                                          |
| 1973 | Henry Cow                                                       | Greasy Truckers, Live At Dingwalls Dance Hall                                    |
| 1974 | Henry Cow                                                       | Unrest                                                                           |
| 1975 | Henry Cow / Slapp Happy                                         | Desperate Straights                                                              |
| 1975 | Henry Cow / Slapp Happy                                         | In Praise of Learning                                                            |
| 1976 | Henry Cow                                                       | Concerts                                                                         |
| 1978 | Henry Cow                                                       | Western Culture                                                                  |
| 1978 | Art Bears                                                       | Hopes and Fears                                                                  |
| 1982 | The Work                                                        | Slow Crimes                                                                      |
| 1982 | The Work                                                        | Live in Japan                                                                    |
| 1983 | Catherine Jauniaux met Tim Hodgkinson                           | Fluvial                                                                          |
| 1984 | Officer!                                                        | Ossification                                                                     |
| 1985 | Tim Hodgkinson                                                  | Splutter                                                                         |
| 1987 | Tim Hodgkinson / Ken Hyder                                      | Shams                                                                            |
| 1989 | The Work                                                        | Rubber Cage                                                                      |
| 1989 | Officer!                                                        | Yes Yes No No                                                                    |
| 1989 | Officer!                                                        | Bandages                                                                         |
| 1990 | Fred Frith/Tim Hodgkinson                                       | Live Improvisations,                                                             |
| 1990 | The Momes                                                       | Spiralling                                                                       |
| 1991 | God                                                             | Loco                                                                             |
| 1992 | The Work                                                        | See                                                                              |
| 1992 | Valentina Ponomoreva, Tim Hodgkinson en Ken Hyder               | The Goose                                                                        |
| 1992 | God                                                             | Possession                                                                       |
| 1994 | God                                                             | The Anatomy Of Addiction                                                         |
| 1994 | Tim Hodgkinson                                                  | Each in Our Own Thoughts                                                         |
| 1990 | Fred Frith/Tim Hodgkinson                                       | Middle of the Moment                                                             |
| 1990 | Vladimir Rezitsky/Tim Hodgkinson                                | Hot Sounds From The Arctic                                                       |
| 1998 | Tim Hodgkinson                                                  | Pragma                                                                           |
| 1998 | Ossatura met Tim Hodgkinson                                     | Dentro                                                                           |
| 1999 | Konk Pack                                                       | Big Deep                                                                         |
| 1999 | Dumitrescu, Avram, Cutler, Hodgkinson met het Hyperion Ensemble | Etoiles Brisées                                                                  |
| 1999 | Dumitrescu, Avram, Cutler, Hodgkinson met het Hyperion Ensemble | Orbit of Eternal Grace                                                           |
| 1999 | Dumitrescu, Avram, Cutler, Hodgkinson met het Hyperion Ensemble | Musique: Action 98                                                               |
| 2000 | Tim Hodgkinson                                                  | Sang                                                                             |
| 2000 | Dumitrescu, Avram, Hodgkinson met het Hyperion Ensemble         | In Tokio                                                                         |
| 2000 | Shams                                                           | Burghan Interference                                                             |
| 2000 | verzamel                                                        | Woof 7 Inches (verzameluitgave van Woof 7 inch-uitgaves uit begin jaren tachtig) |
| 2001 | Konk Pack                                                       | Warp Out                                                                         |
| 2002 | K-Space                                                         | Bear Bones                                                                       |
| 2003 | David Connearn / Tim Hodgkinson                                 | Apophasis                                                                        |
| 2004 | Ensemble Phoenix Basel                                          |                                                                                  |
| 2005 | K-Space                                                         | Going Up                                                                         |
| 2005 | Konk Pack                                                       | Off Leash                                                                        |